# That Way
«That Way» (стилизовано под строчные буквы) — песня канадской певицы Тейт Макрей из её дебютного мини-альбома All the Things I Never Said (2020). Песня была написана Макрей, Скайлер Стоунстрит и Ником Монсоном, а продюсером выступил Ник Монсон. «That Way» — это минималистичная фортепианная баллада.

## История
Макрей первоначально представила первую половину песни на YouTube в декабре 2019 года. Песня была официально выпущена вместе с ее мини-альбомом 24 января 2020 года. Песня была написана в конце 2018 или начале 2019 года, когда МакРей училась в 10 классе. Песня стала «спящим» хитом, показав умеренные результаты при выпуске, но после того, как она стала вирусной на TikTok в 2021 году, благодаря тексту «друзья не смотрят на друзей таким образом», песня попала в чарты Великобритании и Ирландии, и была сертифицирована как платиновая в США, золотая в Австралии, Канаде и Дании и серебряная в Великобритании. Песня собрала более 470 000 видео на TikTok вместе взятых, более 202 миллионов просмотров на TikTok в официальном звучании, и более 370 миллионов потоков на Spotify. Ремикс с Джереми Цукером был выпущен 3 сентября 2021 года.

## Композиция и текст
Песня повествует о дружбе, которая становится более чем платонической, но оба участника не могут действовать в соответствии со своим взаимным влечением друг к другу. МакРей отметил, что песня основана на реальном опыте и рассказывает о влюбленности в человека, о котором ты знаешь, что никогда не будешь с ним. Эшли Осборн из Ones to Watch описал песню как более грустную, более зрелую версию песни Тейлор Свифт «You Belong with Me». Осборн отметила, что песня выражает более глубокие чувства к другу, которые сопровождаются неясными знаками, приводящими к недоуменному унынию. Песня также была описана как «душераздирающая, специфическая лирика, описывающая дружбу, которая всегда дразняще близка к тому, чтобы сделать следующий шаг, но никогда этого не делает, а сама дружба находится на жизнеобеспечении, болтаясь в неловком лимбе».

## Отзывы
Эшли Осборн, написавшая рецензию для журнала Ones to Watch, отметила, что эта песня — идеальное свидетельство невероятной способности Макрей выражать моменты эмоциональных переживаний с помощью уникального вокала. Сайт музыкальных рецензий Ben’s Beat называет эту песню одним из самых эмоциональных треков на EP, отмечая, что печальный вокал Макрей в основном поддерживается приглушенными ударами перкуссии и медленно двигающимися аккордами фортепиано, но этого вполне достаточно, благодаря убежденности и искренней эмоциональности песни.

## Чарты
| Чарт (2021)                           | Высшая позиция |
| ------------------------------------- | -------------- |
| Ирландия (IRMA)                       | 59             |
| Швеция Heatseeker (Sverigetopplistan) | 1              |
| Великобритания (UK Singles Chart)     | 82             |

## Сертификации
| Регион                                                                      | Сертификация  | Продажи   |
| --------------------------------------------------------------------------- | ------------- | --------- |
| Австралия (ARIA)                                                            | Золотой       | 35 000    |
| Бразилия (ABPD)                                                             | 3× Платиновый | 120 000   |
| Канада (Music Canada)                                                       | Золотой       | 40 000    |
| Дания (IFPI Danmark)                                                        | Золотой       | 45 000    |
| Новая Зеландия (RMNZ)                                                       | Платиновый    | 30 000    |
| Польша (ZPAV)                                                               | Золотой       | 25 000    |
| Испания (PROMUSICAE)                                                        | Золотой       | 30 000    |
| Великобритания (BPI)                                                        | Золотой       | 400 000   |
| США (RIAA)                                                                  | Платиновый    | 1 000 000 |
| Данные о продажах + прослушиваниях приведены только на основе сертификации. |               |           |